# Heonjong (Goryeo)
König Heonjong (koreanisch 헌종) (* 1. August 1084 in Kaesŏng, Königreich Goryeo; † 6. November 1097 in Kaesŏng, Goryeo) war während seiner Regierungszeit von 1094 bis 1095 der 14. König des Goryeo-Reiches und der Goryeo-Dynastie (고려왕조) (918–1392).

## Leben
Heonjong war der erstgeborene Sohn von König Seonjong (선종) und seiner Frau Königin Sasuk (사숙), die dem Incheon Lee Clan entstammte. Zu seiner Geburt bekam Heonjong den Namen Wang Uk (왕욱) verliehen. König Heonjong war mit Königin Hoesun (회순), die dem Jinju So Clan entstammte, verheiratet. Die Ehe blieb kinderlos.
Heonjong wurde im Alter von neun Jahren zum König gekrönt als sein Vater im Juni 1094 verstarb. Doch es stellte sich alsbald heraus, dass er krank war und so übernahm sein Onkel Wang Ong (왕옹) ein Jahr später als König Sukjong (숙종) den Thron.
Heonjong verstarb im Alter von 13 Jahren. Seine Grabstätte ist nicht bekannt.